# Manuel Duran i Gili
Manuel Duran i Gili   (Barcelona, 28 de març de 1925 - New Haven, 17 d'abril de 2020) va ser un poeta i professor català.
Fill del fiscal general de Catalunya en temps de la Segona República Espanyola, el 1939 va exiliar-se a França i el 1942 a Mèxic, on va llicenciar-se en lletres i dret a la Universitat Nacional Autònoma de Mèxic i va treballar com a intèrpret per a les Nacions Unides. Posteriorment va viure a París i va doctorar-se a la Universitat de Princeton amb una tesi sobre Américo Castro. Des del 1953 va viure als Estats Units i va ser catedràtic de la Universitat Yale. Va ser un gran especialista en literatura llatinoamericana, particularment de Mèxic. Va publicar diversos estudis sobre Lorca, el Quixot, el surrealisme i la literatura catalana, particularment sobre l'obra de Ramon Llull i de Pere Calders.
Va ser membre fundador de la North American Catalan Society i va presidir-la entre 1984 i 1987. També va ser codirector de la “Catalan Review” (1986-2000) i va publicar diversos poemes i assajos tant en català com en castellà. El 1984 va rebre el grau de comandant de l'Orde d'Isabel la Catòlica i el 2015 el premi de l'Acadèmia Nord-Americana de la Llengua Espanyola.

## Obres destacades
- Genio y figura de Amado Nervo (1971)
- Tríptico mexicano: Juan Rulfo, Carlos Fuentes y Salvador Elizondo (1973)
- Puente (1946)
- Ciutat i figures (1952)
- La paloma azul (1959)
- El lugar del hombre (1965)
- La piedra en la mano (1970)
- Cámara oscura (1972)
- El mundo del más allá (1976)
- Reason in Exile. Essays on catalan Philosophers (1994).
- Breu diari d'estiu (2001)